# Kilima decens
Kilima decens är en spindelart som först beskrevs av John Blackwall 1866.  Kilima decens ingår i släktet Kilima och familjen hjulspindlar. Inga underarter finns listade i Catalogue of Life.